# Фредерік (Канзас)
Фредерік (англ. Frederick) — місто (англ. city) в США, в окрузі Райс штату Канзас. Населення — 8 осіб (2020).

## Географія
Фредерік розташований за координатами 38°30′45″ пн. ш. 98°16′3″ зх. д. / 38.51250° пн. ш. 98.26750° зх. д. (38.512533, -98.267602).  За даними Бюро перепису населення США в 2010 році місто мало площу 0,50 км², уся площа — суходіл.

## Демографія
Згідно з переписом 2010 року, у місті мешкало 18 осіб у 8 домогосподарствах у складі 6 родин. Густота населення становила 36 осіб/км².  Було 10 помешкань (20/км²).
Расовий склад населення:
| - 100,0 % — білих |

До двох чи більше рас належало 0,0 %. Частка іспаномовних становила 0,0 % від усіх жителів.
За віковим діапазоном населення розподілялося таким чином: 22,2 % — особи молодші 18 років, 72,2 % — особи у віці 18—64 років, 5,6 % — особи у віці 65 років та старші. Медіана віку мешканця становила 48,5 року. На 100 осіб жіночої статі у місті припадало 100,0 чоловіків;  на 100 жінок у віці від 18 років та старших — 100,0 чоловіків також старших 18 років.
Цивільне працевлаштоване населення становило 4 особи. Основні галузі зайнятості: освіта, охорона здоров'я та соціальна допомога — 50,0 %, сільське господарство, лісництво, риболовля — 50,0 %.